# Nicolás de Piérola

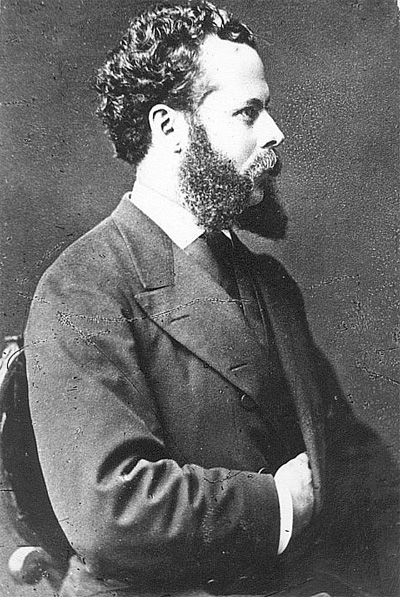
Nicolás de Piérola

Nicolás Fernández de Piérola Villena, med tillnamnet Kalifen, var en peruansk politiker, som var president i Peru vid två tillfällen, från 1879 till 1881 och från 1895 till 1899. Han gifte sig med Jesusa de Itúbirde, föregiven dotter till kejsarprinsen i Mexiko Augustin Jerónimo och barnbarn till kejsaren Agustín I av Mexiko.
Pierola föddes i Andaray - Arequipa den 5 januari 1839. Under åren 1869 till 1871 var han finansminister i Jose Baltas regering. Under hans administration undertecknades det så kallade Dreyfuskontraktet, som gav det franska företaget Dreyfus från Paris exportmonopol på guano.
Mellan 1874 och 1877 försökte han flera gånger störta regeringarna Manuel Pardo och Mariano Ignacio Prado. Han besegrades och tvingades att gå i exil till Bolivia och Chile. 1879, vid början av kriget med Chile och i avsaknad av presidenten Mariano Ignacio Prado gjorde han en statskupp och tillskansade sig makten, som högste chef. Han styrde landet fram tills de chilenska trupperna ockuperade Lima 1881. Sedan etablerade han sin regering i det peruanska höglandet, varefter han avgick i november 1881.
1882 grundade han Demokratiska partiet och 1895, efter att ha lierat sig med Partido Civil, organiserade han gerillagrupper och lyckades ockupera Lima, vilket ledde till president Andres A. Caceres avgång. Han valdes sedan till republikens president.
Fram till slutet av hans andra mandatperiod 1899 genomförde han viktiga ekonomiska reformer. Han dog i Lima den 23 juni 1913. Enligt Guillermo Thorndike var han arkitekten bakom den nationella rekonstruktionen vilket inledde den så kallade "aristokratiska republiken".

## Finansminister
Piérola studerade administration, teologi och juridik vid seminariet i Santo Toribio. Han slutade vid seminariet 1860 och utexaminerades från juridiska fakulteten i Lima.
Presidenten José Balta utnämnde Piérola, som var en konservativ politiker och demokrat, till minister 1868 för att komma ur den ekonomiska krisen i sin regering.
Piérola sökte, som finansminister, tillstånd hos kongressen att själv (utan leverantörerna) förhandla till sig försäljningen av guano utomlands, till en volym som gränsade till två miljoner ton. Den fransk-judiska familjen "Bröderna Dreyfus" godtog förslaget.
Kontraktet mellan den peruanska regeringen och huset Dreyfus undertecknades den 17 augusti 1869 och godkändes av kongressen den 11 november 1870. Kontraktet genomdrevs trots protester från de peruanska kapitalägarna och leverantörerna.
I kontraktet mellan bröderna Dreyfus och staten angavs att:
| ” | :* 1. "Bröderna Dreyfus" åtar sig att köpa de varor som fastställs i avtal med leverantörerna. * 2. Under tiden tillskjuter regeringen en summa av 2 miljoner soles under två månader (beloppet höjdes senare till 3 miljoner) .. * 3. Under de följande månaderna, tillskjuts 700 tusen soles varje månad fram till år 1871. * 4. Man ansvarar för att täcka betalningarna av utlandsskulden upp till 5 miljoner soles som man behöver varje år. * 5. För alla fall av betalningar och investeringar ger man intresse och företräde för ärendet. * 6. "Bröderna Dreyfus" innehar handeln med guano mot marknaderna i Mauritsien, Europa och dess kolonier (med undantag av Kuba och Puerto Rico ). | „ |

Med dessa pengar inleder regeringen en plan för att upprätthålla järnväg fram till 1879 med en längd av 1963 kilometer järnvägsspår. 

## Högste chef för republiken
Under stillahavskriget gav presidenten Mariano Ignacio Prado, som var i Arica och anlände till Lima den 28 november 1879, utförliga detaljer om kriget till sitt ministerkabinett. Kabinettet godkände Mariano Ignacio Prado att resa utomlands och köpa krigsfartyg och vapen. Som ansvarig för regeringen kvarstod vicepresidenten Luis La Puerta, 68 år.
Vicepresidenten Luis La Puerta godtogs inte av garnisonerna i Lima och Callao. Piérola gjorde uppror den 21 december, 1879, och proklamerade sig som högste chef för republiken. Hans trupper stötte samman med Manuel González av Coteras trupper. Den 23 december 1879, steg Piérola in i regeringspalatset i Lima och utropade sig till diktator.
Piérola förklarade Prado vara en förrädare som hade lämnat landet. Prado beslutar att återvända fem månader efter sin resa från Peru, för att ställa sig under befäl av Piérola. Piérola utfärdar ett dekret som inte tillåter honom att resa in i Peru. Prado återvänder sedan efter att regeringen Cáceres har upphävt dekretet.

## Stillahavskrigen
Bland hans åtgärder var en sträng kontroll av tidningspressen. Flera tidningsutgivare greps under de första dagarna och några tidningar lades ner. Till exempel "El Comercio" återkom inte förrän efter tre år.
Nicolás Piérola avpolitiserade de militära chefsposterna vilka ersattes av "civila" pierolister. Han upprätthöll som politisk chef en militär styrka i södra Montero. Han mobiliserade inte den södra 2:a armén, vilken befann sig i Arequipa under ledning av överste Segundo Leiva för att samarbeta med styrkorna i Montero Tacna.
| ”                                                                           | Vi befinner oss i denna stad, antar jag, ...som en politisk åtgärd... här får man en sedel på 1 Sol för endast 25 centavos silver, och småpengarna har inget värde alls. Varför tillåter general Montero denna horribla spekulation?...Sedan en månad, ers höghet, vet vi inget om Lima, inte heller om ers nåd....officerare och trupp vi är utfattiga och illa klädda...Vi ber ers nåd ... utse en chef för generalstaben (och nya chefer för flera bataljoner) Deras bakgrund och avsaknaden av någon som helst sympati för ers nåds regering ...gör det ovärdigt att de är kvar på sina poster. | „ |
| – Brev från Agustín Aguirre till Nicolás de Piérola. Tacna, 20 januari 1880 | |   |

Med Monteros nederlag i slaget vid Alto de la Alianza i Tacna, har Piérola inte längre några politiska eller militära motståndare kvar i sin regering.

## President i Peru. 1895
1895, valdes han till president i Peru för den etapp som är känd som den nationella återuppbyggnaden. Hans åtgärder var: 
1. Skuldsättning externt, stimulans av sparande och uppmuntran till bildandet av kooperativ.
2. Prägling av guldmynt (peruanska guld libra (pund), lika med värdet av det brittiska pund sterling).
3. Stramhet i förvaltningen av offentliga medel från statskassan.
4. Skydd för de inhemska industrin (gruvor och jordbruk).
5. Inrättandet av Ministeriet för offentliga arbeten.
6. Inrättande av Peruanska riksbanken, Internationella peruanska banken, Banco Popular del Peru.
7. Inrättandet av Militärskolan i Chorrillos den 24 april av 1898.
8. Införandet av obligatorisk militärtjänst från 27 september 1898.
9. Militärt rättssystem.
10. Förskönande av Lima (Jardin de Lima)
11. Blåste nytt liv i ekonomin.

Regeringen blev populär i Latinamerika. Till exempel, när Guayaquil brändes ner i oktober 1896 skickades "Kryssaren Lima" med lämplig katastrofhjälp, som mat, kläder och medicin. Under samma år stöddes Kuba i sin kamp för självständighet, genom att man skickade soldater, och utrustning för krig.
Med denna regering inleddes den så kallade "Aristokratiska republiken" i Perus historia. Lågkonjunkturen hade försvagats och på grund av den växande ekonomin och produktiviteten skapade man arbetstillfällen för män och kvinnor i post, telegraf, telefon och fabriker. Detta faktum skapade arbetstillfällen för kvinnor vilket var en omvälvande händelse för epoken. Eftersom det saknades arbetskraft, började 1899 den japanska invandringen.

## De sista åren
1900 var Piérola redan borta från ordförandeskapet och ställde upp i val till posten som borgmästare i Lima. I detta val, besegrades han av en oberoende grupp, under ledning av Augustinus Elguera.
1904 ställde han återigen upp till val som president, med stöd från det demokratiska partiet, men besegrades av José Pardo y Barreda, kandidat för alliansen mellan civilistas och konstitutionalister.
Den 29 maj 1909 under den första regeringen av Augusto B. Leguía Salcedo, lyckades en grupp sympatisörer till det Demokratiska partiet, i falangen för Pierola, under tumult tränga in i regeringspalatset. Man hittade Leguía på hans kontor. Rebellerna begärde hans avgång. Bland dem var brodern och sönerna till Piérola; Carlos de Piérola, Isaiah de Piérola och Amadeo de Piérola. Leguía vägrade att avgå. Då tillfångatog upprorsmakarna republikens president och förde honom ända till Plaza Inquisición (Inkvisitionstorget) och krävde, vid foten av monumentet av Bolivar, en andra gång att han skulle avgå. Leguía vägrade ännu en gång att avgå. Säkerhetsstyrkorna ingrep, och lyckades rädda presidenten efter en strid som dödade mer än ett hundra demonstranter.